# Broch von Windwick
Koordinaten: 58° 46′ 9″ N, 2° 56′ 22″ W
Der Broch von Windwick (auch: Cairns o’ the Bu) liegt an einer markanten Landzunge der schottischen Insel South Ronaldsay an der Ostküste der zu den Orkney gehörenden Insel. Der zugehörige Ort trägt den Namen Linklater.
In der Nähe des Broch von Winwick liegt das 1901 entdeckte und jetzt von M. Carruthers ausgegrabene Souterrain von Windwick. Das Earthhouse ist eines aus einer Reihe von Gebäuden auf dem ab 2007 freigelegten Gelände.
Beim Abtragen des Schutts erreichte man die älteste, auf dem Hang errichtete brochähnliche Struktur. Obwohl sie aussieht wie ein Broch und nach dem gleichen Design und in ähnlichen Proportionen gebaut ist, fehlt es, wie auf Orkney vielfach zu beobachten, an der doppelwandigen Mauer.

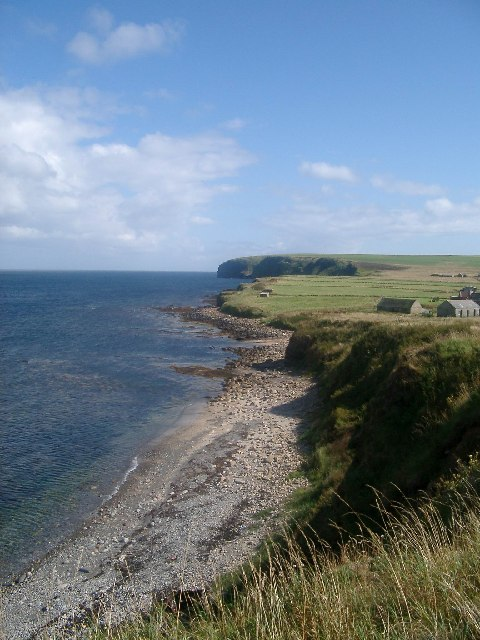
Der Ort am Meer

## Beschreibung
Die etwa fünf Meter dicke, massive Mauer hat einen Außendurchmesser von 21,5 m und einen inneren von 11,3 m. Damit war Windwick etwas größer als die Brochs von Gurness und Midhowe auf Rousay. Obschon der Innenraum groß ist, muss der Broch nicht hoch gewesen sein. Die Struktur ähnelt vielmehr dem früheisenzeitlichen Broch von Crosskirk, in Caithness, der als verfallen galt. Als die Arbeiten in Crosskirk anliefen, wurde klar, dass er nicht abgetragen war. Er wurde zeitlich vor den typischen Brochs errichtet und war kein Turmbau im üblichen Sinne.
In der Südwestwand des Brochs von Windwick wurde eine tropfenförmige Zelle gefunden. Um den Eingang wurde Holzkohle und jede Menge Rundholz gefunden. An dieser Stelle fanden Forscher zudem eine Vielzahl an Artefakten, von denen mehr als 30 aus Fischbein hergestellt wurden. Vor dem Eingang wurde ein großes Gefäß gefunden, das aus dem Wirbelknochen eines Finnwals geschnitzt worden war und den Unterkieferknochen eines älteren Mannes enthielt, der um 120–240 n. Chr. starb. Unter den Funden waren auch Anhäufungen von unbearbeitetem Fischbein, Keramik und ein eisernes Messer. Auch die Reste von Rotwild waren beträchtlich. Die Menge des Fischbeins wirft die Frage auf, ob es vorzugsweise hier verarbeitet wurde. Es stammt von verschiedenen Tierarten, dazu gehören auch Wale. Da derart gehäufte Strandungen von Walen sehr unwahrscheinlich sind, wurden sie vermutlich gejagt. Die Töpferware stammt aus der mittleren bis späten Eisenzeit – um 500 v. Chr. – das ist früher als in Gurness. Eine Reihe von Fundamenten im Südosten des Zugangs könnten Gebäudereste sein, ähnlich wie jene, die man um Gurness fand. Im Broch wurden auch landwirtschaftliche Geräte und Werkzeuge gefunden. Auf dem Hügel gibt es Hinweise auf Getreideverarbeitung. Nahe Windwick fand sich ein Mahlstein. Auf dem Hügel sind eine Reihe von Pfostenlöchern entdeckt worden.
Um den Broch wurde bei der Ausgrabung ein weiter Graben gelegt, um das Ausmaß der Bebauung zu untersuchen. Ein dunkler schluffiger Bereich in einiger Entfernung von der Anlage stellt einen verfüllten Graben dar, der Brochs üblicherweise umgab. Auf der westlichen Seite deutet ein Erdwall darauf, dass eine Mauer und ein Graben vorhanden waren.
Nachdem der Broch außer Nutzung gegangen war, wurde zumindest ein sekundäres Gebäude errichtet. In die Trümmer wurde eine Bresche geschnitten um eine neue Struktur zu errichten. Innerhalb dieser fanden sich die Überreste von mindestens einem Herd mit einer dicken Schicht verbranntem Materials. Die Steine neben dem Herd könnten zu einem zweiten Herd gehören. Außen fanden die Archäologen Belege für eine Metallbearbeitung in Form von Schlacken und anderen Materialien. In einer späteren Phase wurde ein Teil des eingestürzten Mauerwerks des Brochs weggeräumt vermutlich um den Bau des benachbarten zweiten Brochs zu ermöglichen.

## Das Souterrain
Bei den Souterrains wird grundsätzlich zwischen „rock-cut“, „earth-cut“, „stone built“ und „mixed“ Souterrains unterschieden. Das letzte Bauwerk auf dem Gelände war das in die Trümmer des ältesten Brochs eingegrabene Souterrain. Souterrains, die in die Überreste der Brochs gebaut wurden, sind ungewöhnlich, aber es gibt auf Orkney einige. Sie stehen meist am Anfang der Nutzung eines Platzes. In diesem Fall scheint der Bau des Souterrain von Windwick das Ende zu markieren und seine Ausgrabung das Wissen über die Funktion von Anlagen dieser Art entscheidend verändert zu haben. Es handelt sich in der Regel um ein System unterirdischer Gänge und Kammern bzw. Nischen, die in die Erde (earth cut) oder in Fels (rock cut) geschnitten, aus Holz erstellt (selten) oder von Trockenmauerwerk gefasst (stone built) oder in gemischter Bauweise (mexed) erstellt und mit Steinplatten oder Holzbalken abgedeckt sind.